# Les Ardillats
Les Ardillats is een gemeente in het Franse departement Rhône (regio Auvergne-Rhône-Alpes) en telt 483 inwoners (1999). De plaats maakt deel uit van het arrondissement Villefranche-sur-Saône.

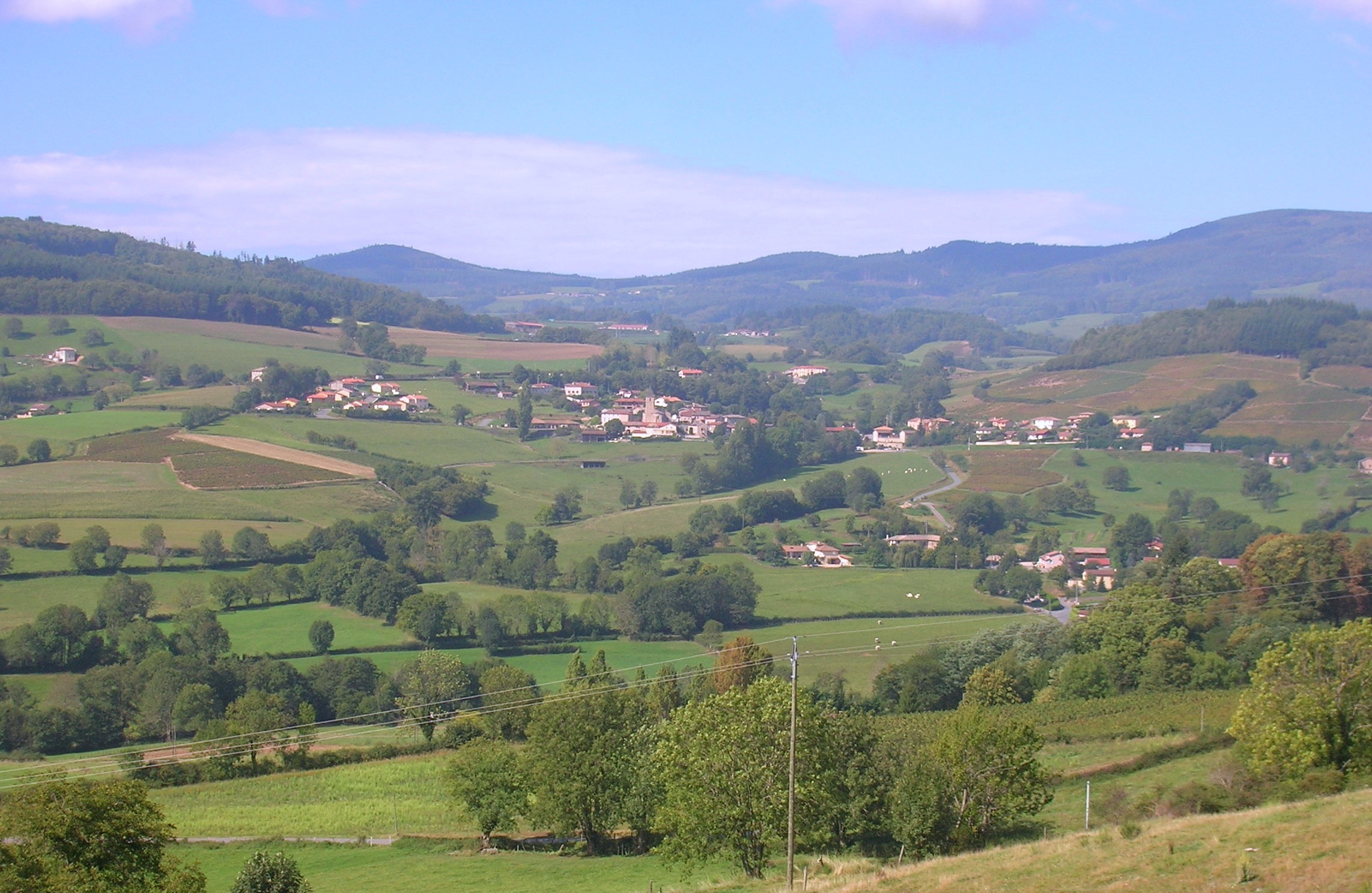
Les Ardillats
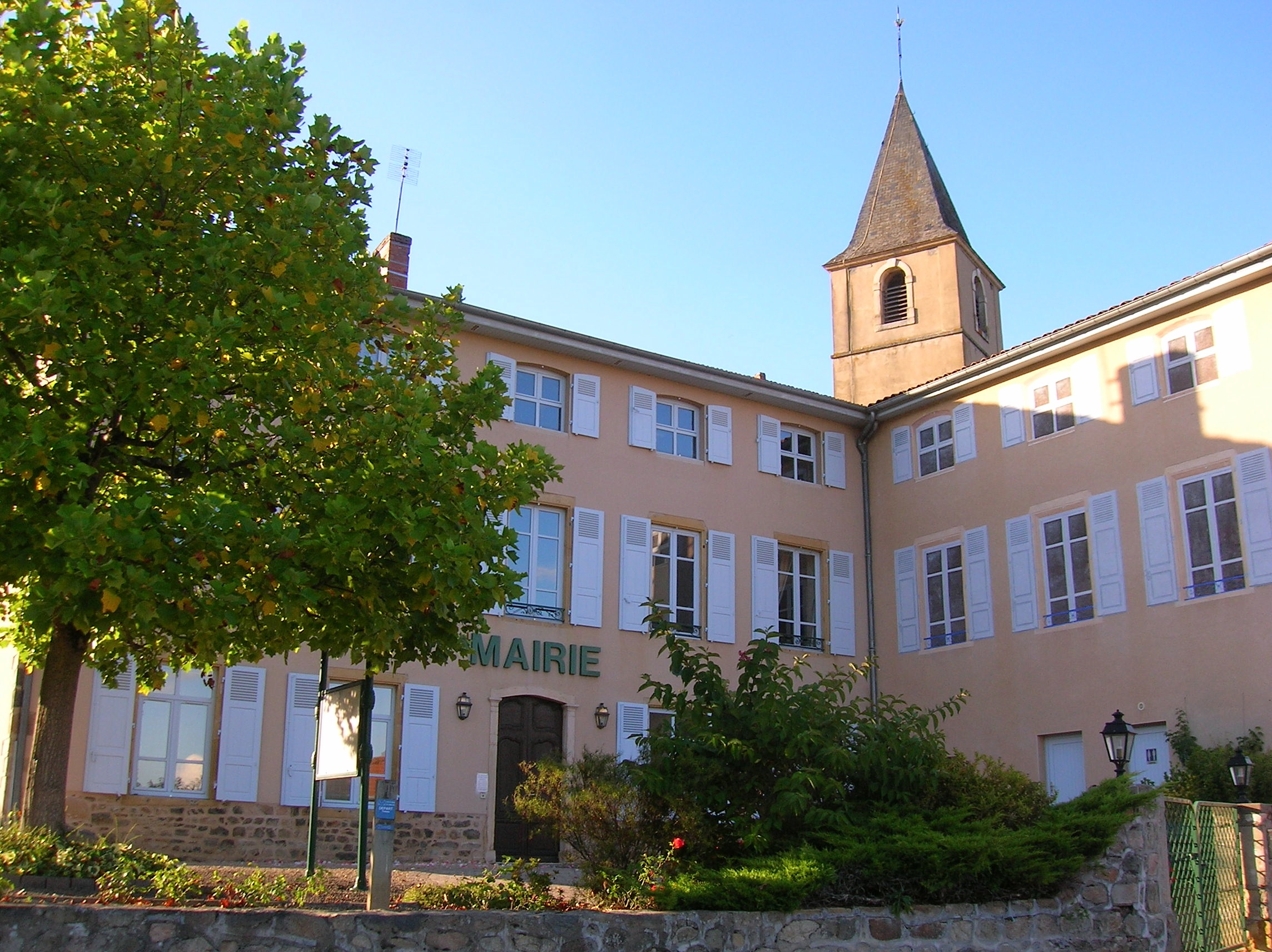
Gemeentehuis

## Geografie
De oppervlakte van Les Ardillats bedraagt 23,6 km², de bevolkingsdichtheid is 20,5 inwoners per km².
De onderstaande kaart toont de ligging van Les Ardillats met de belangrijkste infrastructuur en aangrenzende gemeenten.

## Demografie
Onderstaande figuur toont het verloop van het inwonertal (bron: INSEE-tellingen).